# بيرسي داغز الثالث
بيرسي داغز الثالث (بالإنجليزية: Percy Daggs III)‏ مواليد 20 يوليو 1982 في لونغ بيتش، الولايات المتحدة، هو ممثل أمريكي بدأ مسيرته الفنية سنة 1998.

## الأعمال

### أفلام
- فيرونيكا مارس (2014)

### مسلسلات
- برنامج أماندا (2001)
- إن واي بي دي بلو (2002) (بدور: كلفن هودجز)
- بوسطن العامة (2002) (بدور: روب)
- بوسطن العامة (2003) (بدور: روب)
- الغارديان (2003) (بدور: أنطوان ساندرز)
- فيرونيكا مارس (2004)

## روابط خارجية
- بيرسي داغز الثالث على موقع IMDb (الإنجليزية)
- بيرسي داغز الثالث على موقع روتن توميتوز (الإنجليزية)
- بيرسي داغز الثالث على موقع أول موفي (الإنجليزية)
- بيرسي داغز الثالث على موقع قاعدة بيانات الفيلم (الإنجليزية)